# Vaubadon
Vaubadon era una comuna francesa del departamento de Calvados, situado en la región de Normandía, que el 1 de enero de 2016 pasó a ser una comuna delegada de la comuna nueva de Balleroy-sur-Drôme al fusionarse con la comuna de Balleroy.
Tiene una población estimada, a inicios de 2021, de 419 habitantes.

## Demografía
| Gráfica de evolución demográfica de Vaubadon entre 1800 y 2021 |
|                                                                |

Los datos demográficos contemplados en este gráfico de la comuna de Vaubadon se han cogido de 1800 a 1999 de la página francesa EHESS/Cassini, y los demás datos de la página del INSEE.